# Rafael Queralt Teixidó
Rafael Queralt Teixidó (Vinaròs, Baix Maestrat, 4 d'octubre de 1924 - Sant Cugat del Vallès, Vallès Occidental, 21 de gener de 2015) va ser un religiós, jesuïta professor universitari, bibliotecari i documentalista valencià.

## Biografia
Nascut el 1924 a Vinaròs, va cursar estudis a l'IQS durant els anys 1942 i 1946, i després d'uns anys de treballar a la indústria química va ingressar a la Companyia de Jesús. Ingressà al noviciat del Monestir de Veruela, Saragossa, el 6 d'octubre de 1951. Va ser ordenat sacerdot a Sant Cugat el 30 de juliol de 1960, pel bisbe Gregorio Modrego, fent els últims vots a Barcelona el 2 de febrer de 1964. Llicenciat en Filosofia i Teologia, durant els anys 1961 i 1962 estudià petroquímica a París. El 1963 s'instal·la a Barcelona, on comença a impartir docència a l'Institut Químic de Sarrià (IQS), i ho fa des del 1963 fins al 1967, com a professor auxiliar de química general, i del 1967 al 1976, com a professor auxiliar de laboratori. També va treballar durant força temps en el camp de l'edició, exercint de director de la revista Afinidad, Revista de Química Teórica y Aplicada entre 1963 i 1994, i també ocupà el càrrec de director de l'Associació de Químics de l'IQS entre 1963 i 1970. Així mateix, va ser membre de la Comissió de Publicacions de la Universitat Ramon Llull (URL). Durant vint anys, des de l'any 1976 al 1996, va ser el director de la biblioteca de l'IQS. Posteriorment, va ser membre de la Comissió de Biblioteques de la Universitat Ramon Llull. Com a documentalista, va ser una persona líder, molt activa i molt valorada en uns moments en què l'accés a la documentació per via remota tot just començava a veure la llum. En aquest sentit, el 1978 va participar, juntament amb Domènec Turuguet Mayol (1924-2003), Joaquim Mumbrú Laporta i Ángela García de Mendoza, entre d'altres, en la creació d'una delegació informal de la Societat Espanyola de Documentació i Informació Científica (SEDIC) a Catalunya, que va tenir poca activitat, i que es va extingir quan es va crear la Societat Catalana de Documentació i Informació (SOCADI) el 1984. L'any 2010 es veié obligat a deixar les seves darreres responsabilitats de col·laboració amb l'IQS i la URL, i passà els seus darrers cinc anys a l'infermeria del Centre Borja, a Sant Cugat, afectat per la malaltia d'Alzheimer.

## Reconeixements
- Segona Medalla de l'Associació de Químics de l'Institut Químic de Sarrià (1996)[5]
- IV Premi AIPET, atorgat per l'Asociación Iberoamericana de Periodistas Especializados y Técnicos (2015)[6]

## Publicacions
Queralt Teixidó, Rafael; Forn Homar, María. «La experiencia de cinco años en la obtención del documento original en el servicio de documentación del Institut Quimic de Sarrià». A: Joan Bravo Pijoan (coord.), Alfredo del Rey Guerrero (coord.). Primeras Jornadas Españolas de Documentación Automatizada: 20-21 noviembre 1984.  Madrid: Consell Superior d'Investigacions Científiques, CSIC - Institut d'Informació i Documentació en Ciència i Tecnologia (ICYT), 1984, p. 645-656.